# Corynoptera parilongiculmi
Corynoptera parilongiculmi är en tvåvingeart som beskrevs av Shah Mashood Alam 1988. Corynoptera parilongiculmi ingår i släktet Corynoptera och familjen sorgmyggor. Inga underarter finns listade i Catalogue of Life.